# St. Laurentius (Wolnzach)

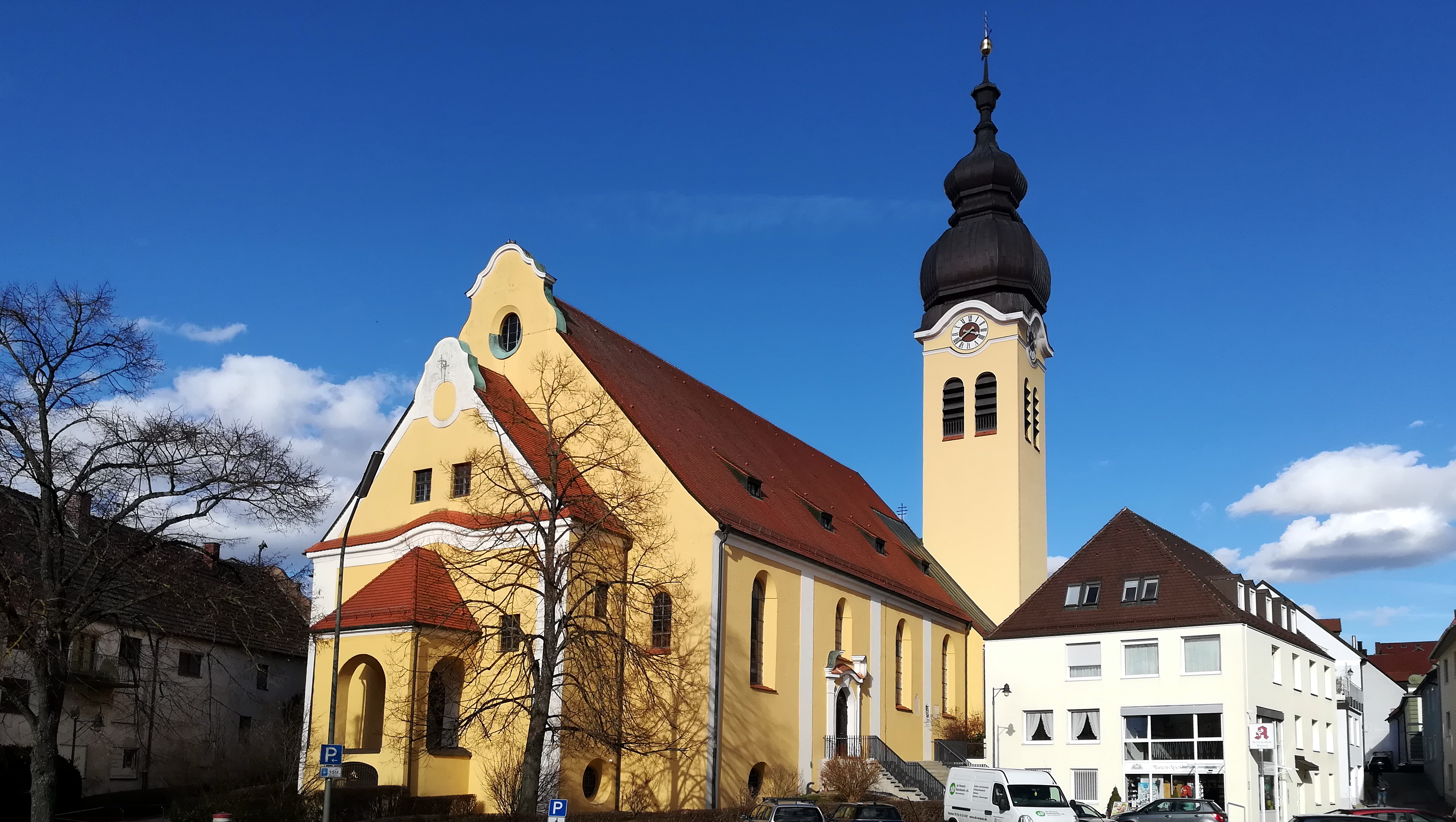
St. Laurentius in Wolnzach

St. Laurentius ist die römisch-katholische Pfarrkirche von Wolnzach, einem Markt im oberbayerischen Landkreis Pfaffenhofen an der Ilm.

## Gründung und Baugeschichte
Nach alten Urkunden übergab der Freisinger Bischof Hitto (811–835) 815 dem Abt Jakob vom Domkloster zu Freising die Kirchenpfründe von Wolamotesaha, dem heutigen Wolnzach. Vermutlich war diese Kirche die Laienkirche des Klosters Siegertszell. Wahrscheinlich besteht ein Zusammenhang zwischen dieser Notiz und den Fundamentresten aus karolingischer Zeit, die man bei der Kirchenerweiterung von 1912/13 gefunden hat.
Die Kirche ist dem heiligen Laurentius geweiht. Das Hochaltarbild zeigt das Martyrium des Heiligen Laurentius.

## Architektur
Von den romanischen Gründungsbau aus dem 9. Jahrhundert, der um 1080 erweitert wurde, gibt es heute keine sichtbaren Spuren mehr. Der Bau zeigt sich heute innen und außen in seiner barocken Umgestaltung vom Beginn des 18. Jahrhunderts, allerdings ist von außen noch die alte Bausubstanz des gotischen Ostchors aus dem 15. Jahrhundert zu erkennen.
Der Bau ist eine dreischiffige Hallenkirche, 55 Meter lang und 22 Meter breit. Der mächtige 60 Meter hohe Glockenturm (56 m ohne Kugel und Spitze) über einem quadratischen Grundriss ist mit einem doppelten Zwiebeldach gedeckt.
1912 wurde die Kirche renoviert und erhielt ihr heutiges Aussehen. Zuvor trug der Kirchturm einen Spitzhelm. 1913 wurde an Stelle der alten stark beschädigten Deckenbilder von dem Münchner Kunstmaler Josef Wittmann (* 1880 Windischeschenbach; † 1968 München) Szenen aus dem Leben des Kirchenpatrons, des hl. Laurentius in 3 Deckenbilder gemalt. Das Deckenbild 4 von Josef Wittmann zeigt Laurentius in der Glorie. Über der Orgel malte Josef Wittmann ein Deckenbild David, den Sänger des alten Bundes und Cäcilia, die Sängerin des Neuen Bundes, vereint mit den Engeln zur Gloria Dei, zur Ehre Gottes. Auch die Zwickel über den Pfeilern mit den thronenden vier abendländischen Kirchenlehrer Hieronymus mit dem Löwen, Augustinius mit dem Herzen, Papst Gregor und Bischof Ambrosius sowie die vier Evangelisten Matthäus mit Menschenwesen, Markus, der Dolmetscher des hl. Petrus mit Löwenwesen, Lukas, der Begleiter des hl Paulus mit Stierwesen und Johannes mit Adlerwesen sowie die Graumalerein in den Stichkappen, die die schmerzhaften und glorreichen Rosenkranzgeheimnisse illustrieren sind von Josef Wittmann. 1955 wurden diese Deckenbilder von dem Kunstmaler M. Weingartner entstellend restauriert.
Entwürfe zu den Deckenbilder aus 1913 von Josef Wittmann sind im Pfarrhof erhalten.
Bei der Turmrenovierung 2013 wurde das grün patinierte Kupfer der Turmzwiebel ersetzt, wodurch diese aktuell kupferfarben ist.

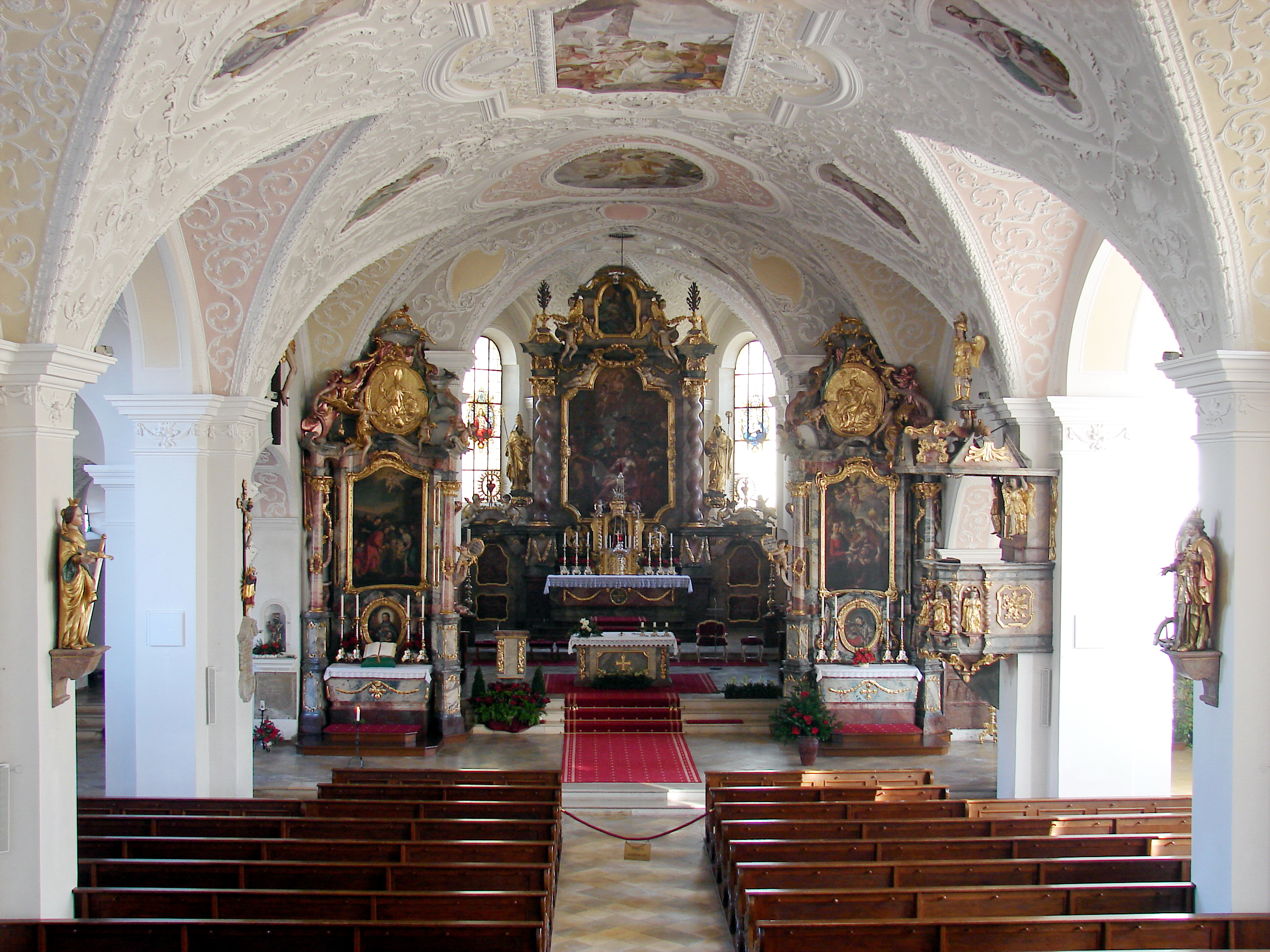
Innenansicht

## Ausstattung
Der Hochaltar mit dem Bild des heiligen Laurentius, die beiden prunkvollen Seitenaltäre und die Kanzel stammen aus der Zeit des Barocks. Unter den beteiligten Künstlern war Christian Jorhan der Ältere Erhalten ist ein romanischer Taufstein aus dem 11. Jahrhundert.

## Orgel
Die Orgel wurde 1965 von Michael Weise mit 25 Registern auf zwei Manualen und Pedal gebaut. Der Orgelprospekt stammt von der Vorgängerorgel, die Ignaz Weise 1913 gebaut hatte. Die Disposition lautet:
| I Manual C–g3 |       |
| Bourdon       | 16′   |
| Principal     | 8′    |
| Flöte         | 8′    |
| Salicional    | 8′    |
| Octav         | 4′    |
| Quint         | 2 ⁄3′ |
| Octav         | 2′    |
| Mixtur IV     | 1 ⁄3′ |
| Trompete      | 8′    |

| II Manual C–g3 |        |
| Gedeckt        | 8′     |
| Quintade       | 8′     |
| Principal      | 4′     |
| Querflöte      | 4′     |
| Nasard         | 2 ⁄3′  |
| Terzflöte      | 1 3⁄5′ |
| Flautino       | 2′     |
| Scharf V       | 1′     |
| Schalmei       | 8′     |
| Holzregal      | 4′     |
| Tremulant      |        |

| Pedal C–f1  |     |
| Subbaß      | 16′ |
| Violon      | 16′ |
| Octavbaß    | 8′  |
| Zartgedeckt | 8′  |
| Choralbaß   | 4′  |
| Posaune     | 16′ |

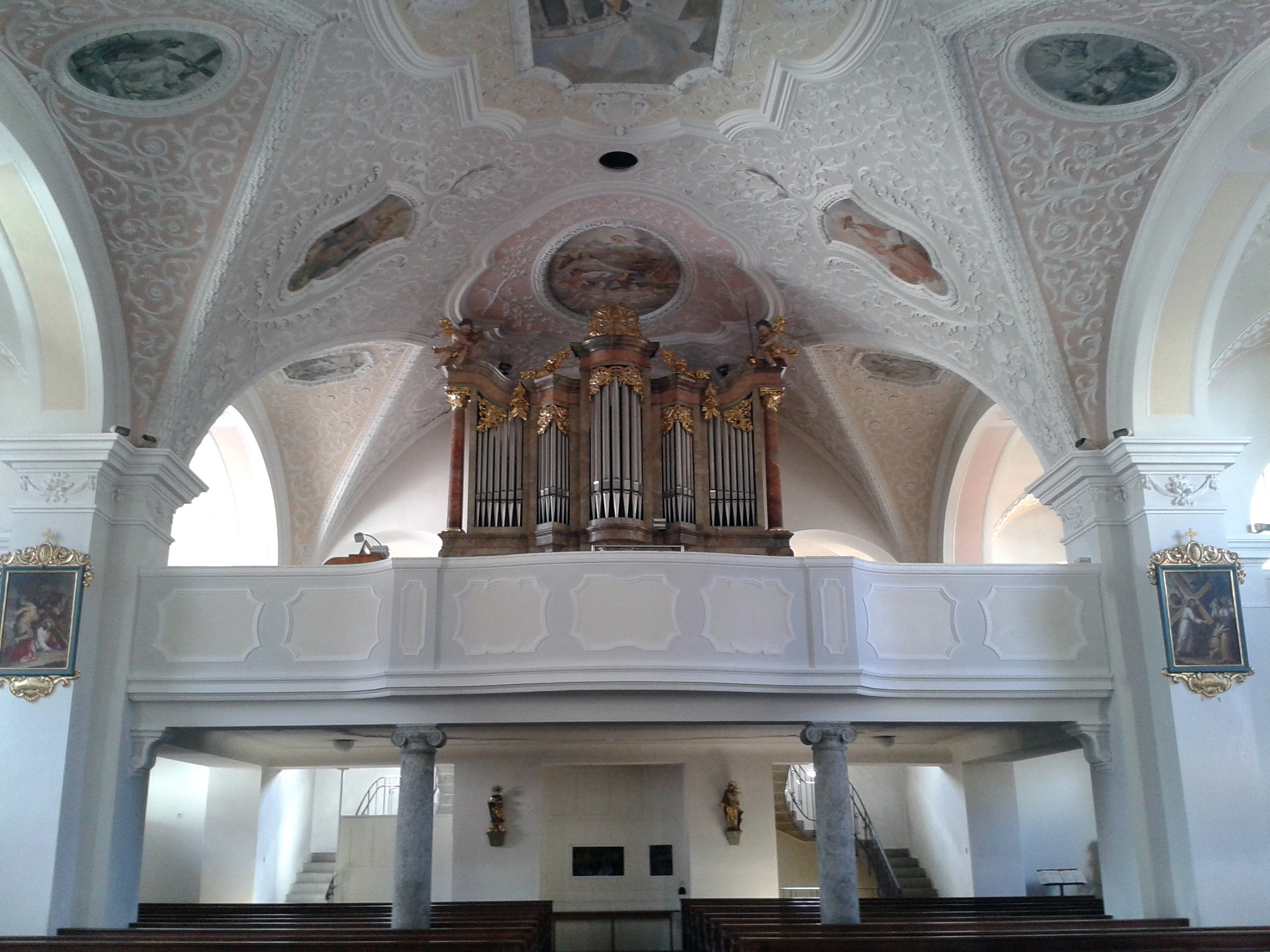
Empore und Orgel

- Koppeln: II/I, II/P, I/P, Suboktavkoppel II/I
- Spielhilfen: 1 freie Kombination
- Bemerkungen: Kegellade, elektropneumatische Spiel- und Registertraktur

## Glocken
Der Kirchturm enthält ein Geläute von fünf Kirchenglocken, die mit Ausnahme der großen Laurentiusglocke 1948 in der Glockengießerei Johann Hahn aus Landshut gegossen wurden. Die Laurentiusglocke, 1897 von der Gießerei Georg Bachmair aus Ingolstadt gegossen, war als einzige von einem vorigen Geläut, das zu Kriegszwecken im Zweiten Weltkrieg abgeliefert werden musste, übrig geblieben und konnte 1947 von einem Hamburger „Glockenfriedhof“ zurückgeholt werden. Eine alte, sechste Glocke im Turm, die ehemalige Feuerglocke, wird nicht mehr geläutet.
| Nr. | Name            | Schlagton | Inschrift                                                                                   |
| --- | --------------- | --------- | ------------------------------------------------------------------------------------------- |
| 1   | Laurentius      | c′        | S. Laurenti patrone Ecclesiae, ora pro nobis (Laurentius, Patron der Kirche, bitte für uns) |
| 2   | Christkönig     | cis′      | Christus Heri et Hodie et in saecula (Christus gestern, heute und in Ewigkeit)              |
| 3   | Maria Königin   | e′        | Regina Pacis, Ora pro nobis (Königin des Frieden, bitte für uns)                            |
| 4   | Heilige Familie | fis′      |                                                                                             |
| 5   | Hl. Michael     | gis′      | Michael veni in adiutoto populi dei (Michael, komm dem Volk Gottes zu Hilfe)                |